# ناآرامی‌های ۲۰۰۹ اورومچی
ناآرامی‌های اورومچی میان اویغورهای مسلمان و هان‌های چینی در ژوئیه سال ۲۰۰۹ به کشته شدن حدود ۱۵۰ نفر و برقراری حکومت نظامی در این منطقه انجامید. ارومچی در استان سین‌کیانگ چین واقع شده‌است.

## واکنش دولت ایران
سیاست دولت ایران در برابر کشتار مسلمانان چین، باعث واکنش برخی چهره‌های سیاسی-مذهبی و رسانه‌های منتقد دولت در ایران شد. در حالی که ایران درباره قتل مروه شربینی بسیار مانور داد و خواهان تشکیل کمیتهٔ حقیقت یاب شده‌بود. این سیاست در برابر کشتار مسلمانان چین، باعث انتقاداتی علیه دولت ایران شد.